# Greatest Hits (албум Тупака Шакура)
Greatest Hits је трећи дупли албум Тупак Шакура, објављен новембра 1998. године. Објавила га је издавачка кућа Дет Ров Рекордс.
Велика већина песама са овог албума је раније објављивана, углавном на издањима куће Death Row Records. Посебно су заступљене песме са албума All Eyez On me и The Don Killuminati, али има и песама са ранијих албума. Неке су мало измењене због законских разлога, а четири су потпуно нове. Од њих свакако најпознатија је Changes, која се сматра необјављеном, иако је један њен део већ био употребљен у песми I Wonder If Heaven Got A Ghetto на албуму R U Still Down? (Remember Me), а која је временом постала једна од најпознатијих Тупакових песама. Поред ње ту су још God Bless the Dead, Unconditional Love и Troublesome 96'.
Албум је проглашен 10 пута платинастим чиме је постао један од најпродаванијих реп албума уопште. Са овог албума су издати синглови Unconditional Love и Changes.

## Списак песама
Диск 1
1. – 4:24
2. – 4:07
3. – 5:02
4. – 4:22
5. – 5:12
6. – 4:39
7. – 4:48
8. – 3:58
9. – 3:59
10. – 4:45
11. – 5:02
12. – 5:12

Диск 2
1. – 4:36
2. – 3:54
3. – 4:56
4. – 4:54
5. – – 4:29
6. – 4:45
7. – 5:15
8. – 3:52
9. – 4:43
10. – 4:40
11. – 4:33
12. 4:33
13. – 4:41